# Third Man Records
Third Man Records je nezávislé hudební vydavatelství, které v roce 2001 založil Jack White. Od roku 2009 sídlí v Nashvillu. Mimo Whitea, který pod touto značkou vydal své sólové album Blunderbuss, zde svá alba vydali například i Loretta Lynnová a Wanda Jackson.